# 中国の民俗宗教

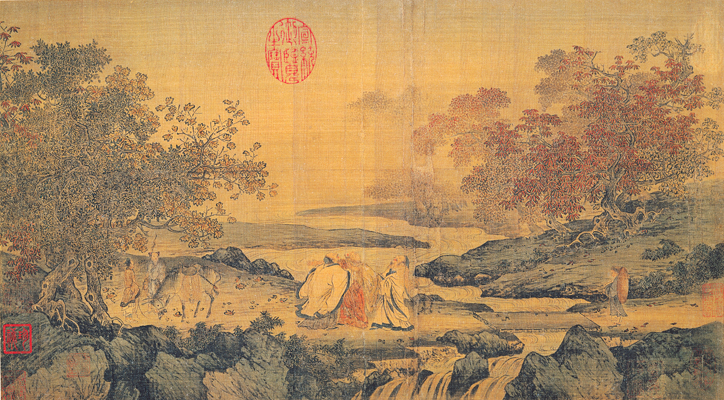
「虎渓三笑」。儒教・道教・仏教が一体化、3人の男が川沿いで笑っているのを描いた李唐様式の絵画。12世紀、宋朝。

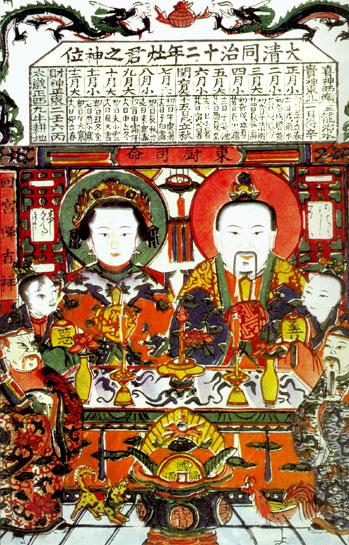
灶神

中国の民俗宗教（ちゅうごく の みんぞくしゅうきょう）とは中国、とりわけ漢民族の伝統的な信仰を意味する。天命・仙人・精霊・意識・元型・氣・なども含まれ、自然神・太祖・城隍神（街の神）・国の神・ 歴史的な英雄・神格化された人物・竜王も信仰対象となる。中国民間信仰ともいう。

## 名称
単に神教 (ピンイン: Shénjiào)とも言う。
英語の"Shenism"は A. J. A Elliotが1955年に初めて用いた。神教は中国神話を指し、そこには「天」と「神」に対する信仰も含まれる。

## 定義
中国の民俗宗教と「道教」との関係は密接で、境界が曖昧な部分は多くあり、明確な定義が無い。
地域信仰は何世紀にもわたり、体系化されている道教の影響を受けたり、半ば同化したりすることもあったので、中国の伝統宗教は道教に分類されることもある。また、儒教は中国の伝統宗教の一部の側面、とりわけ祖先崇拝を促進した。信者数は4億5400万人で、世界の人口の6.6%をしめることから、中国の民俗宗教は世界宗教の1つであるといえる。中国では人口の3割以上が民俗宗教を信仰する。中国の信仰は社会情勢を反映しており、人々によってその意味は様々である。
皇帝の時代も近代国家も、これらの慣習を「迷信」として反対したり、根絶させようと試みたりしたが、現在では中国大陸、台湾の双方で復活している。中華人民共和国政府は、中国南部の媽祖信仰（公式にはおよそ中国人1億6000万人が信仰している）や、黄帝信仰、陝西省の黒竜信仰、財神信仰など、様々な形の民間信仰を支援している。

## 概要
中国の民俗宗教はアニミズムやシャーマニズムのような先祖伝来の信仰体系の側面を持っており、その崇拝（や対話）の対象には祖先、「気」のようなエネルギーを持つ気流、さらには太陽、月、地球、天国、様々な星のような物理的事象などが含まれる。また鳥占いなどによって、動物と対話することもある。甲骨文字からもわかるように、中国民俗宗教に関連のある風習が中国の人々によって3000年以上にわたって受け継がれており、仏教や道教、その他さまざまな宗教も2000年にわたって受け継がれている。古代中国における宗教も、聖典を重要視していたので、この宗教はかなり官僚的な性格を持っていた。
儀式や献身的な礼拝、神話の神聖な再現、祭祀・祭礼など、神々（男神・女神）を連想させるような様々な風習が今日の中国文化や中国の霊的世界の概念を形作っている。自分の宗教と異なる神々を崇拝しても問題なく、むしろ補助的で付加的なものとして受け入れられている（とりわけ道教の補強として）。民俗的文化の神話上の人物の中には中国仏教と結びついたものもある。たとえば妙善が挙げられる。一般的に彼女は仏教の千手観音菩薩に関する信仰に影響を与えたと考えられている。その理由は、観音菩薩はもともとインドのアヴァローキテーシュヴァラに基づいて誕生したものであったが、インドでは中性的だった観音菩薩が数世紀を経て中国や日本で女性化したからである。観音菩薩は人びとが信仰する菩薩の中で、最も人気のある菩薩の一人である。
現在、著作権のない民俗宗教の文章が数多く存在する。たとえば『地獄遊記』はお寺で配布されたり（無料のところも多い）、神料商店やベジタリアン専門店で売られたりしている。神教徒の聖堂は道教や仏教のそれとは異なり、地元の経営者や団体、信者の共同体が運営している。

## 特徴

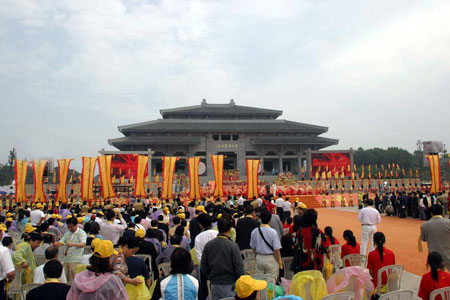
炎帝神農大殿の行事。湖北省随州市にて。

### 中国の神々
中国には、神々（土着的な男神・女神）や半神半人が何百体もいる。勇敢だったり有徳だったりして有名な歴史的な人物も神格化されると聖人、仙人として崇拝されるようになったり、神に高められたりする。宋王朝はそれらを公認した。神々は中国の皇帝的国家機構を反映しており、可謬性のような役人の人間的性質を持ち合わせている。以下は、幅広く崇拝されている神々の一部である。
- 天帝（上帝）は元来、不可知の最高神であり、天と同義である。他のすべての神は、彼の「顕現」または「とりなし」としてみなされる。この名はのちに、玉皇大帝やキリスト教の神などさまざまな宗教の神にも当てはめられていった。
- 盤古は一部の中国神話で創造神とされる。ふつうは、野蛮で毛もくじゃらで、頭に角があって毛皮をまとっている巨人として描かれる。盤古は斧で「陽」から「陰」を分離し、大地（淀んだ陰）と空（澄んだ陽）を創造した。他の文献によれば、盤古の死後、その体は土地と他の天体に変わった。
- 女媧は古来の地母神で人類を創造した。伏羲の双子の妹または妻とされる。彼女は、空に穴が開いた際、虹色の石を使って直したといわれている。
- 伏羲 (庖犧）は長老的な神で、人類に筆記・釣り・狩りを教えたと言われる。蒼頡も文字を発明した神であると言われている。
- 神農（炎帝）は長老的な神で古代中国に農業を教えたと言われる。その姿は雄牛の角を持った人型とされる。
- 黄帝は華夏文化の系統における長老的な神である。中国の建国者とされる。
- 関羽は関帝や関公とも呼ばれ、三国志に登場する赤い顔で顎髭のある英雄で忠誠の象徴である。寛容的で警察（ヤクザも）・戦争・幸運・法律の守護神である。
- 保生大帝は医者の神でその力で死に至らしめることもできる。とりわけ福建省や台湾で広く信仰される。
- 財神は幸運を通じて富の獲得や配分をつかさどる。しばしば趙公明や比干のような歴史的人物の表れである。黒くて獰猛な虎の体形をしていることもある。
- 寿神は健康長寿の神である。姿は禿げた老人で、右手に杖、左手に桃を持っているとされる。
- 福神は幸せと喜びを象徴する。その姿はまるで赤い服を着た中国の伝統的な封建領主のようである。
- 禄神は仕事や日常生活における成功の神である。古代では皇帝国家の守護神だった。
- 八仙は8人の不老不死の人物であり、文学・芸術において重要である。死後神格化されて、信仰の対象となった。道教では仙人として信仰される。
- 虎爺は守護神であり、道教寺院の下部に存在する。信者は、敵対する精霊をこらしめる虎の霊を信仰する。儀礼には、たとえば虎の霊の前で敵の霊の像を踏みつけるものや、肉や紙状の金箔などを差し出すものがある。
- 九皇大帝は北斗七星やその周辺の星の権化である。そのお祭りは陰暦9月の初めの9日間に行われ、9人の皇帝の霊が天上から地上に戻ってきたことを祝う。
- 媽祖は祖である母、また女の守護者であり、航海の神としても崇拝される。廟は中国東部、東南部の沿岸部に見られる。今日媽祖信仰は特に、福建、広東、海南、台湾、香港など南部や東南部で人気がある。彼女はまた、たとえばシンガポール、マレーシア、ベトナムのような地方からの移住者が定住したところにおいて、大切な神として崇められている。北京の街の神が祭られている廟

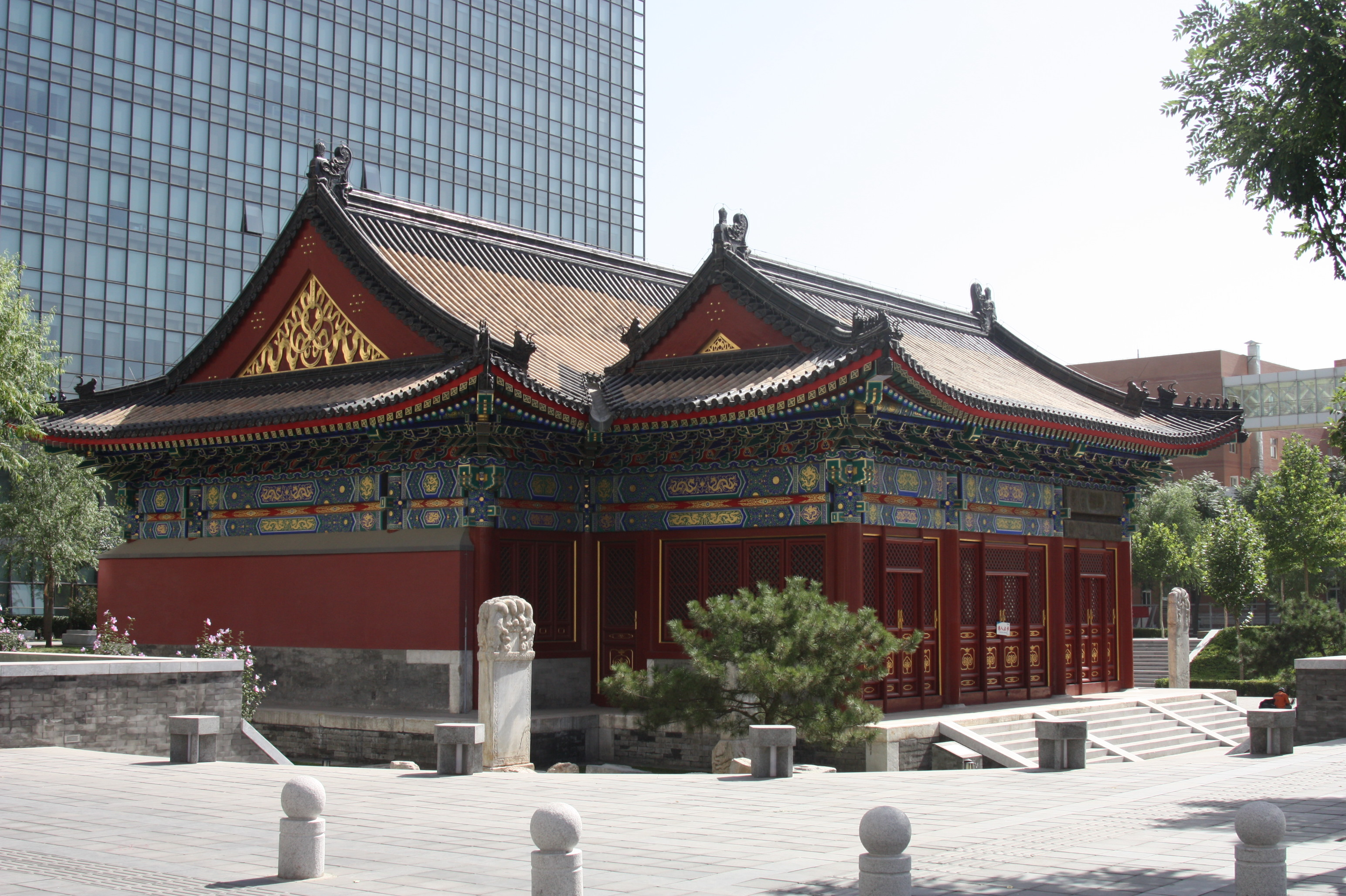
北京の街の神が祭られている廟

- 七爺と八爺は仲の良い2人の大将である。路上パレードではよく大きな人形として見かける。八爺は黒く、それは彼が、七爺と会う約束を忘れ、洪水が迫っていて溺死したためである。また七爺は舌をだらんと出しており、それは八爺を悼んで首つり自殺をしたためである。
- 城隍は、英語では広く「街の神」(City God)として知られており、守護神の一種である。どの街にも城隍がおり、街の幸福を見守り、死の審判を行う。一般的に、この神々は、死後神格化されたその町出身の有名な人や高貴な人である。古代においては城隍廟が街の中心地であることが多かった。
- 土地公はゲニウス・ロキのように地域（とりわけ丘地）を守る神である。その像は道路沿いの廟で見られうる。彼は富の神であり、それは彼が地球、そしてそれゆえ鉱物や地中の宝物と結びついているからである。
- 文昌帝は学生、学者、試験の神であり、試験への合格を祈願する学生によって信仰される。古代の無能な試験官は、学生を順位づけるために彼から「天のお導き」を仰ぐこともあった。
- 西王母は「西の母なる女王」であり、瑤池金母（「ヒスイの池にいる金の母」という意）としても知られる。母なる神として天国の山を治め、他者を不老不死とする力を持つ。一部の神話では玉帝とされることもある。
- 月下老人は「月の下にいる年老いた人」という意味である。恋人たちを結びつける仲人であり、パートナーを探す人々が信仰する。
- 竈神は「台所の神」であり、竈君ともいう。エイミ・タンの小説『キッチン・ゴッズ・ワイフ』にもその記述がある。彼は年1回中国の新年に、家族のふるまいを天に報告するが、そのときの内容をごまかしてほしいともち米がお供えされる。
- 送子娘娘（註生娘娘）は安産の神である。彼女は子供がほしい人や、子供が男の子であってほしい子によって信仰される。
- 魯班は紀元前5世紀の伝説の大工の達人で、中国の職人を見守る神である。

### 信仰の場所
神教の聖堂は、廟(miao)と祖先を祀る祠(ci)に分類される。この2つは幾度となく混用されてきたが、「廟」は「信仰の場所」として理解される「聖堂」templeを指し、いかなる宗教においても信仰の場所という意味で使うことができる。中国の民俗宗教においてはたいてい、自然神や守護神を祀る聖堂に結び付けられる。一方「祠」は神格化された先祖や人間を祀る場合に限定される。
現在では軽蔑的な印象を受けるが、中国の伝統的聖堂はかつては英語で"joss house"と言われていた。"Joss"はポルトガル語で「神」を意味する語の劣化したバージョンである。"Joss house"（廟）は、それがチャイナタウンに共通する特徴であった、北アメリカの西部開拓時代に広く用いられた。"Joss house"という名前は信仰の環境を表している。線香(joss stick)が、廟の内外で燃えされている。
神教の聖堂は、地元の管理者や団体、信仰コミュニティーによって建立され管理されるという点で、道教寺院の「道観」（観）や仏教の「寺」とは区別される。司祭は居ても、ごく少数であり、たいていは招かれる。神教の聖堂はふつう小さく、とても色彩豊かで（道教寺院は伝統的に白黒であるべきとされており、仏教寺院は全体的に黄色と赤の色調である）、屋根には伝統的な絵（竜や神）が飾られている。建築構造が著しく進化しているものもある。他の用語で神教等の中国の宗教と関連があるのは、（たいてい道教寺院を指すが）皇帝の役人が建造した大きな聖堂の意味でよく使われる「宮」や、「聖地」や「聖堂」の意味を持つ一般的な用語である「院」である。

## 宗教の組織
中国秘密宗教として知られる、宗教運動が乱立しており、対立している。

## 社会への影響
学者たちは、宋王朝における動的かつ草の根的な、前近代の中国式資本主義と現代台湾における現代の資本主義とにおいて中国の民俗宗教の影響下の社会がどれくらい柔軟性があり多神教的か調査してきた。中国の民俗宗教と「儀礼経済」は、中国本土の地方部における現在の経済発展にとってカギとなる。

## 統計
およそ4億の信者がいる中国の民俗宗教は、世界の人口の6%を占めており、世界宗教の1つである。中国では人口の3割以上が神教か道教を信奉している。台湾では、神教がその名と「道教」団体とのもとに体系化されており、人口の33%が信仰している。
シンガポールでは総人口の11%が道教信者であり、中国系シンガポール人の14.4%が道教信者である。マレーシアでは中国系マレーシア人のおよそ3%が神教または道教の信者であり、総人口のおよそ1%を占める。インドネシアでは、the Majelis Agama Tao Indonesiaの指導者によればTaosu Agung Kusumoが2009年時点で500万人の道教信者がいる。

## 世界の状況

### インドネシア系中国人の儒教
中国の民俗宗教はインドネシアにある6つの国教のうちの1つである。公式名称はAgama Khonghucuであり、「孔子の宗教」という意味を持つ。この名称は、当時のインドネシアの政治状況が反映されている。（中国においてはすでに、儒学者は宗教ではなく哲学として表現されるべきであると認識されていた）インドネシアで生活する中国人が自分たちの文化と宗教権を取り戻したのは、グス・ドゥール（Gusdur）とも呼ばれる第4代大統領アブドゥルラフマン・ワヒドの時である。彼は、インドネシアで認められる宗教はイスラーム、キリスト教、カトリック、仏教、Khonghucuであるという法令を公布した。彼は、以下のように述べている。
すべての宗教が平和を主張している。このことから、平和を求める宗教的闘争は単純であると私たちは考えるかもしれない…でも違う。根深い問題は、人々が勝利を求め、間違った方法で宗教を使うことにある。したがって、この悲しき事実が異なる信仰を持つ人々との対立につながっているのだ。
パンチャシラ（インドネシアの建国5原則）の第一の教えは、唯一神信仰のみを認めている。これを満たすことができるのは、孔子哲学のみである。というのも、孔子はその教えにおいては、天や天帝（上帝）といった唯一神的な記述していないためである。天は元亨利貞という、普遍的、全知全能、無限の愛、正義といった特徴を持つ。
子曰く、大なるかな、堯の君たるや。巍巍たるかな、唯天を大なりと為し、唯堯のみ之に則る。蕩々たるかな、民能く名づくること無し。巍巍たるかな、其れ成功有り。煥として、其れ文章有り。（論語　泰伯第八　19） 
実際のところ、この宗教はTridharma（三つの教え）と呼ばれる。この語はサンスクリットに由来し、中国語では「三教」と言われる。「三教」とは、儒教、道教、仏教のシンクレティズム（習合）が起こったものである。インドネシアの中国人には、kelentengまたはklentengと呼ばれる独自の聖堂が存在する。そこには、天すなわち最高神を祀る前室、その聖堂の神を祀る中央の部屋、孔子・老子・ブッダの3人の師を祀る後ろの部屋、の3つが主たる部屋がある。

## ギャラリー
神教の聖堂、供物台、神像、信仰儀礼
- お札、ろうそく、台湾の供物台にて。
- 廟の街の神の像
- 古代の双神伏羲と女媧を描いた歴史的神像。
- 廟の供物台。
- 関羽の聖堂。山東省の臨沂市にて。
- 玄武の巨像。台湾にて。
- 関羽の供物台。北京のレストランにて。
- 蘇州の街の神を信仰する人々。江蘇省蘇州市の聖堂内にて。
- 媽祖の像。服を着ている。（海の女神）
- 上海の城隍廟内にある供物台。道教の儀礼が行われている。

## 参考資料
- Fan Lizhu, Chen Na. The Revival of Indigenous Religion in China. Fudan University（復旦大学）, 2013.
- Forbes, Andrew; Henley, David (2012). The Illustrated Tao Te Ching (James Legge translation). Chiang Mai: Cognoscenti Books. ASIN: B008NNLKXC
- Richard Madsen. The Upsurge of Religion in China. In Journal of Democracy, October 2010, Volume 21, Number 4
- Adam Yuet Chau. The Politics of Legitimation and the Revival of Popular Religion in Shaanbei, North-Central China. In Modern China, Vol. 31, No. 2 (Apr., 2005), pp. 236-278. Sage Publications, Inc.
- Adam Yuet Chau. Miraculous Response: Doing Popular Religion in Contemporary China. Hardcover, 2005. ISBN 9780804751605
- Jonathan Chamberlain. Chinese Gods : An Introduction to Chinese Folk Religion. (Hong Kong: Blacksmith Books, 2009). ISBN 9789881774217.
- Manchao, Cheng, The Origin of Chinese Deities, Foreign Languages Press, Beijing, 1995. ISBN 7-119-00030-6
- Paper, Jordan D., The Spirits are Drunk: Comparative Approaches to Chinese Religion, Albany, New York : State University of New York Press, 1995. ISBN 0-7914-2315-8
- 中國宗教歷史文獻集成總目
- 《明清民间宗教经卷文献》（续编）目录
- 中國寶卷研究 - 教學計畫表
- China Morality Association
- 善書圖書館
- 善書寶卷數位典藏計畫[リンク切れ]
- 中文善书网

## 文献
1. ↑  “Reinventing Chinese Syncretic Religion: Shenism”.   Books.google.it (2007年2月23日). 2011年11月20日閲覧。
2. ↑  “How we came to ‘pai shen’”.   Blogs.straitstimes.com (2009年9月7日). 2011年12月7日時点のオリジナルよりアーカイブ。2011年11月20日閲覧。
3. ↑  “Religious Diversity in Singapore”.   Books.google.it (2001年9月11日). 2011年11月20日閲覧。
4. ↑  “アーカイブされたコピー”. 2012年11月5日時点のオリジナルよりアーカイブ。2013年3月22日閲覧。
5. ↑  Religion. (2011). Encyclopædia Britannica(ブリタニカ百科事典)より。
6. ↑  ChartsBin (2009年9月16日). “Chinese Folk Religion Adherents by Country”.   Chartsbin.com. 2011年11月20日閲覧。
7. 1 2  Wolf, Arthur P. "Gods, Ghosts, and Ancestors." Religion and Ritual in Chinese Society. Ed. Arthur O. Wolf. Stanford: Stanford University Press, 1974. pg. 131-182.
8. ↑  “Roundtable before the Congressional-Executive Commission on China” (PDF). 2011年11月20日閲覧。
9. ↑  “The Upsurge of Religion in China” (PDF). 2011年11月20日閲覧。
10. ↑  “China's Leaders Harness Folk Religion For Their Aims”.   Npr.org (2010年7月23日). 2011年11月20日閲覧。
11. ↑  “Over 10,000 Chinese Worship Huangdi in Henan”.   China.org.cn (2006年4月1日). 2011年11月20日閲覧。
12. ↑  “Compatriots across the strait honor their ancestry”. 2010年7月20日時点のオリジナルよりアーカイブ。2013年3月22日閲覧。
13. ↑  “Return to folk religions brings about renewal in rural China”.   Wwrn.org (2001年9月14日). 2011年11月20日閲覧。
14. ↑  The Policy of Legitimation and the Revival of Popular Religion in Shaanbei, North-Central China
15. ↑  “Miraculous response: doing popular religion in contemporary China”.   Books.google.it. 2011年11月20日閲覧。
16. ↑  “苍南金乡玄坛庙成华夏第八财神庙”.   Blog.voc.com.cn. 2011年11月20日閲覧。
17. ↑  “Animism”.   OMF. 2011年11月20日閲覧。
18. ↑  Barend ter Haar. “Shamanism in China: bibliography by Barend ter Haar”.   Website.leidenuniv.nl. 2012年3月21日時点のオリジナルよりアーカイブ。2011年11月20日閲覧。
19. ↑  Poo, Mu-chou. "Roots of a Religion of Personal Welfare." In Search of Personal Welfare. A View of Ancient Chinese Religion. Albany: State University of New York Press, 1988. pg. 17-29.
20. ↑  平木康平『媽祖と観音--中国母神の研究-2-』, 大阪府立大学紀要 人文・社会科学 (32), p54-55, 1984
21. ↑  在线阅读[リンク切れ]
22. ↑  吃齋與清代民間宗教的發展機制
23. ↑  據大陸學者劉子揚對第一歷史檔案館所藏清代檔案進行統計，教派名目多達一0七種;根據中國在2004年出版的《中國會道門史料集成》的統計，中國內地自晚清以來近百年間的會道門(含秘密宗教與秘密會黨)有4,542種，其中會908種；道1601種；門366種；教368種；堂388種；壇295種，社152種；學14種；雜450種。清代的秘密宗教.docx[リンク切れ]
24. ↑  Symposium on Religion and the Future of China: Religion, Civil Society, and Economic Life アーカイブ 2011年1月25日 - ウェイバックマシン. June 11, 2008.
25. ↑  Hill Gates - Robert P. Weller. Hegemony of Chinese Folk Ideologies. Sage Publications, 1987.
26. ↑  Gordon Redding. The Spirit of Chinese Capitalism. Walter de Grutyer, 1990.
27. ↑  Hill Gates. China's motor: one thousand years of petty-capitalism. Cornell University, 1996.
28. ↑  Mayfair Mei-hui Yang (Director of Asian Studies, University of Sydney, Australia). Ritual Economy and Rural Capitalism with Chinese Characteristics. University of California Press. Retrieved 31st July 2011.
29. ↑  Pui-lam Law. The Revival of Folk Religion and Gender Relationships in Rural China. Hong Kong Polytechnic University Press. Retrieved 2011-07-31.
30. ↑  “Major Religions of the World Ranked by Number of Adherents”.   Adherents.com. 2011年11月20日閲覧。
31. ↑  “How Now Tao”.   Asiasentinel.com. 2011年11月20日閲覧。
32. ↑  CIA World Factbook - Singapore
33. ↑  “Tao, Taoism Religion”.   Indonesiamatters.com. 2011年11月20日閲覧。
34. ↑  Ambassadors for the Universal Peace Federation. Reverendsunmyungmoon.org.
35. 1 2  Bidang Litbang PTITD/Matrisia Jawa Tengah. 2007. Pengetahuan Umum Tentang Tri Dharma, First Edition (July 2007). Publisher: Benih Bersemi, Semarang, Indonesia.
36. ↑  [リンク切れ]